# Pirolin
Pirolini (dihidropiroli) su tri različita heterociklična organska jedinjenja koja se razlikuju po poziciji dvostruke veze. Pirolini su formalno izvedeni iz aromatičnog pirola putem hidrogenacije. 1-Pirolin je ciklični imin, dok su 2-pirolin i 3-pirolin ciklični amini.
|           |           |           |
| 1-Pirolin | 2-Pirolin | 3-Pirolin |

## Supstituisani pirolini
- 2-Acetil-1-pirolin, aromačno jedinjenje sa mirisom sličnom belom hlebu
- Tienamicin, beta-laktamski antibiotik
- MTSL, jedinjenje koje se koristi u pojedinim NMR eksperimentima
- 1-Pirolin-5-karboksilna kiselina, biosintetički metabolit
- Porfirin, sastoji se od dva naizmenična para pirola i pirolina vezana metinskim (=CH-) mostovima

## Spoljašnje veze
- Pirolin, 1-purolin, 2-purolin, i 3-purolin